# تپه بیاس‌آباد
تپه بیاس آباد در شهرستان خواف، روستای بیاس آباد واقع شده و این اثر در تاریخ ۵ آذر ۱۳۸۰ با شمارهٔ ثبت ۴۴۶۱ به‌عنوان یکی از آثار ملی ایران به ثبت رسیده است.